# Jozef Belánsky
Jozef Belánsky (ur. 20 czerwca 1769 w Kysuckim Novym Mescie, zm. 4 stycznia 1843 w Żarze nad Hronem) – słowacki duchowny katolicki, teolog, pisarz, czwarty biskup ordynariusz bańskobystrzycki od 1823 roku.

## Życiorys
Urodził się w 1769 roku w Kysuckim Novym Mescie w słowackiej rodzinie szlacheckiej jako syn Ondreja Belánsky'ego i jego żony Anny z domu Sidorovej. Uczęszczał do gimnazjów w Peszcie i Budzie. Po ich ukończeniu studiował teologię i filozofię w Peczu i Vác, gdzie uzyskał święcenia kapłańskie w tamtejszej katedrze. Następnie prowadził działalność dupszpasterką w parafiach diecezji vacskiej.
24 listopada 1823 roku został mianowany przez papieża Leona XII biskupem ordynariuszem bańskobystrzyckim po przeniesieniu jej dotychczasowego zwierzchnika, Antona Makaya do diecezji vespremskiej. Jego konsekracja biskupia oraz uroczysty ingres do katedry w Bańskiej Bystrzycy miały miejsce jeszcze w tym samym roku. Przeszedł do historii jako biskup o złotym sercu, dzięki swoim fundacją na rzecz ubogich. W 1829 roku wybudował w stolicy biskupstwa przedszkole dla dzieci w wieku 2-6 lat. Założył fundusz emerytalny dla starych kapłanów, osób niepełnosprawnych i starszych nauczycieli szkół katolickich. Dzięki tym środkom finansowym wielu biednych chłopów i młodych synów rzemieślników mogło podjąć studia. Zmarł w 1849 roku w Żarze nad Hronem. Pisał pracę dotyczące historii Kościoła. W swoim testamencie przekazał 1/3 swoich pieniędzy na ubogich, a pozostałą część przeznaczył na renowację katedry.